# تقرير مكلارين
تقرير مكلارين (بالروسية: Доклад Макларена) هو الاسم الذي يطلق على تقرير مستقل صدر في جزأين من قبل الأستاذ ريتشارد مكلارين في مزاعم وأدلة على المنشطات التي ترعاها الدولة في روسيا. تم تكليفه من قبل الوكالة العالمية لمكافحة المنشطات في مايو 2016. في يوليو 2016، قدم ماكلارين الجزء الأول من التقرير، مشيرًا إلى التخريب المنهجي الذي ترعاه الدولة لعمليات اختبار المنشطات من قبل الحكومة الروسية أثناء وبعد دورة الألعاب الأولمبية الشتوية 2014 في سوتشي، روسيا. في ديسمبر 2016، نشر الجزء الثاني من التقرير.

## التقرير

### الجزء الأول (يوليو 2016)
في 18 يوليو 2016، نشر ريتشارد مكلارين، المحامي الكندي الذي عينته الوكالة العالمية لمكافحة المنشطات للتحقيق في مزاعم غريغوري رودشينكوف، تقريرًا من 97 صفحة يغطي المنشطات التي ترعاها الدولة في روسيا. على الرغم من محدودية الإطار الزمني (57 يومًا)، فقد وجد التحقيق أدلة داعمة بعد إجراء مقابلات مع الشهود، ومراجعة آلاف الوثائق، والتحليل الإلكتروني لمحركات الأقراص الثابتة، والتحليل الجنائي لزجاجات جمع عينات البول، والتحليل المختبري لعينات الرياضيين الفردية، مع المزيد تصبح الأدلة متاحة كل يوم.
وخلص التقرير إلى أنه تبين بما لا يدع مجالاً للشك أن وزارة الرياضة الروسية، مركز الاستعداد الرياضي للمنتخبات الوطنية، جهاز الأمن الفيدرالي والمختبر المعتمد من الوكالة العالمية لمكافحة المنشطات في موسكو قد عملوا لحماية الرياضيين الروس الذين يتناولون المنشطات ضمن نظام آمن من الفشل موجه من الدولة باستخدام منهجية اختبار إيجابية الاختفاء. ذكر ماكلارين أنه تم فتح عينات البول في سوتشي في من أجل مبادلتها دون أي دليل للعين غير المدربة.
في الأولمبياد، يتم تخزين عينات البول في زجاجات أمان تسمى بيريغ كيت (بالإنجليزية: BEREG-KIT)‏، والتي يجب كسرها وفتحها بعد إغلاقها؛ ومع ذلك، وجد التحقيق أنه باستخدام أداة معينة، كان من الممكن فتح الزجاجات، ووجدت علامات خدش في الداخل غير مرئية للعين المجردة. صرح المنتج الرسمي لزجاجات الأمان بيريغ كيت المستخدمة في اختبارات مكافحة المنشطات، مجموعة بيرلينغر، «ليس لدينا معرفة بالمواصفات أو الأساليب أو الإجراءات المتضمنة في الاختبارات والتجارب التي أجرتها لجنة ماكلارين». وفقًا لتقرير ماكلارين، تم تشغيل المنهجية الإيجابية للاختفاء من أواخر 2011 على الأقل إلى أغسطس 2015 للوصول إلى السجلات الروسية.
- ألعاب القوى (139)
- رفع أثقال (117)
- الرياضات غير الأولمبية (37)
- الرياضة البارالمبية (35)
- المصارعة (28)
- كانوي (27)
- ركوب الدراجات (26)
- تزلج (24)
- سباحة (18)
- هوكي الجليد (14)
- التزلج (13)
- كرة القدم (11)
- التجديف (11)
- بياثلون (10)
- الزلاجة الجماعية (8)
- الجودو (8)
- كرة طائرة (8)
- الملاكمة (7)
- كرة يد (7)
- التايكوندو (6)
- سياج (4)
- ترياتلون (4)
- الخماسي الحديث (3)
- الرماية (3)
- كرة الطائرة الشاطئية (2)
- كيرلنغ (2)
- كرة السلة (1)
- الإبحار (1)
- لوح تزلج (1)
- تنس الطاولة (1)
- كرة الماء (1)

### الجزء الثاني (ديسمبر 2016)
في 9 ديسمبر 2016، نشر مكلارين الجزء الثاني من تقريره المستقل. وجد التحقيق أنه من عام 2011 إلى عام 2015، استفاد أكثر من 1000 رياضي روسي في مختلف الألعاب الرياضية (بما في ذلك الرياضات الصيفية والشتوية والألعاب البارالمبية) من التستر. تشير رسائل البريد الإلكتروني إلى أنهم من بينهم خمسة من رافعي الأثقال المكفوفين، الذين ربما تم إعطاؤهم المخدرات دون علمهم، وفتى قاصر يبلغ من العمر خمسة عشر عامًا.